# Roman Torn
Roman Torn (Burnaby, 17 aprile 1967) è un ex sciatore alpino canadese.

## Biografia
Specialista delle prove veloci, Torn ottenne il primo piazzamento internazionale in occasione dei Mondiali di Saalbach-Hinterglemm 1991, sua unica presenza iridata, dove fu 15º nella prova di discesa libera valida per la combinata; l'anno dopo ottenne il primo piazzamento in Coppa del Mondo, il 13 gennaio a Garmisch-Partenkirchen in combinata (24º), e ai successivi XVI Giochi olimpici invernali di Albertville 1992, sua unica presenza olimpica, non completò la discesa libera. In Coppa del Mondo conquistò il miglior piazzamento il 16 gennaio 1994 a Kitzbühel in combinata (9º) e prese per l'ultima volta il via l'11 marzo 1995 a Kvitfjell in discesa libera (25º); si ritirò al termine della stagione 1996-1997 e la sua ultima gara fu il supergigante dei Campionati canadesi 1997, disputato il 23 marzo a Rossland e chiuso da Torn al 12º posto.

## Palmarès

### Coppa del Mondo
- Miglior piazzamento in classifica generale: 83º nel 1995

### Nor-Am Cup
- Vincitore della classifica di discesa libera nel 1992 e nel 1994[senza fonte]

### Campionati canadesi
- 2 medaglie (dati parziali fino alla stagione 1994-1995)[1]:
  - 2 ori (combinata nel 1988; discesa libera nel 1992)